# Клодава (гміна, Кольський повіт)
Гміна Клодава (пол. Gmina Kłodawa) — місько-сільська гміна у північно-західній Польщі. Належить до Кольського повіту Великопольського воєводства.
Станом на 31 грудня 2011 у гміні проживало 13411 осіб.

## Територія
Згідно з даними за 2007 рік площа гміни становила 128.97 км², у тому числі:
- орні землі: 90.00%
- ліси: 4.00%

Таким чином, площа гміни становить 12.76% площі повіту.

## Населення
Станом на 31 грудня 2011:
| Опис     | Загалом | Загалом | Чоловіки | Чоловіки | Жінки | Жінки |
| -------- | ------- | ------- | -------- | -------- | ----- | ----- |
| одиниця  | осіб    | %       | осіб     | %        | осіб  | %     |
| все      | 13411   | 100     | 6602     | 49.23    | 6809  | 50.77 |
| міське   | 6778    | 100     | 3289     | 48.52    | 3489  | 51.48 |
| сільське | 6633    | 100     | 3313     | 49.95    | 3320  | 50.05 |

## Сусідні гміни
Гміна Клодава межує з такими гмінами: Баб'як, Ґжеґожев, Ґрабув, Ольшувка, Пшедеч, Ходув.